# Ana Urchueguía
Ana María Urchueguía Asensio (San Sebastián, 9 de octubre de 1952) es una política española de ideología socialdemócrata. Ha sido la primera alcaldesa de Lasarte-Oria tras su constitución como municipio independiente en 1986. Durante tres legislaturas ha sido Juntera en las Juntas Generales de Guipúzcoa. Ha sido Senadora durante la V Legislatura. También fue Delegada del País Vasco en Chile y Perú de 2010 a 2013.

## Trayectoria política
Con 27 años, ocupó su primer cargo institucional como concejal en el Ayuntamiento de Hernani en las primeras elecciones municipales democráticas. En aquella época, gran parte del actual municipio de Lasarte-Oria pertenecía al término municipal de Hernani.
El 31 de enero de 1986 las Juntas Generales de Guipúzcoa aprobaron constituir el municipio de Lasarte-Oria, segregando parte de los términos municipales de Hernani, Andoáin y Urnieta. La Diputación Foral de Guipúzcoa nombró una comisión encabezada por Ana Urchueguía para que gobernase el nuevo municipio hasta las siguientes elecciones municipales. Finalmente la política socialista gobernó durante 24 años después de haber ganado seis elecciones seguidas.
Durante su trayectoria como alcaldesa sufrió de cerca la violencia de ETA. Especialmente cuando su compañero de partido y primer teniente alcalde Froilán Elespe fue asesinado por la banda armada el 21 de marzo de 2001.
En 2010 renunció a su cargo de alcaldesa al ser nombrada Delegada del País Vasco en Chile y Perú, cargo del que cesó en 2013 tras ser desalojado su partido, el PSE, del Gobierno Vasco.

## Condena por corrupción
En 2023 fue condenada a 18 años de inhabilitación tras llegar a un pacto con la Fiscalía y admitir que malversó dinero público durante 9 años. Como alcaldesa de Lasarte-Oria, Urchueguía hizo un uso indebido de fondos al enviar 2,1 millones de euros al municipio nicaragüense de Somoto, con el que Lasarte-Oria estaba hermanado, para financiar proyectos de cooperación. La condena, por delitos continuados de prevaricación y malversación de caudales públicos, no conlleva penas de prisión pero sí una multa de 2.190 euros. El caso fue destapado en 2006 por el periódico Diagonal, germen del periódico El Salto.